# Photis pugnator
Photis pugnator är en kräftdjursart som beskrevs av Robert Alan Shoemaker 1945. Photis pugnator ingår i släktet Photis och familjen Isaeidae. Inga underarter finns listade i Catalogue of Life.